# Pomme caramélisée
Une pomme caramélisée, ou pomme au caramel, recouvre en français diverses préparations de pommes, crues ou cuites avec du caramel. Il en existe différentes présentations selon les usages locaux.

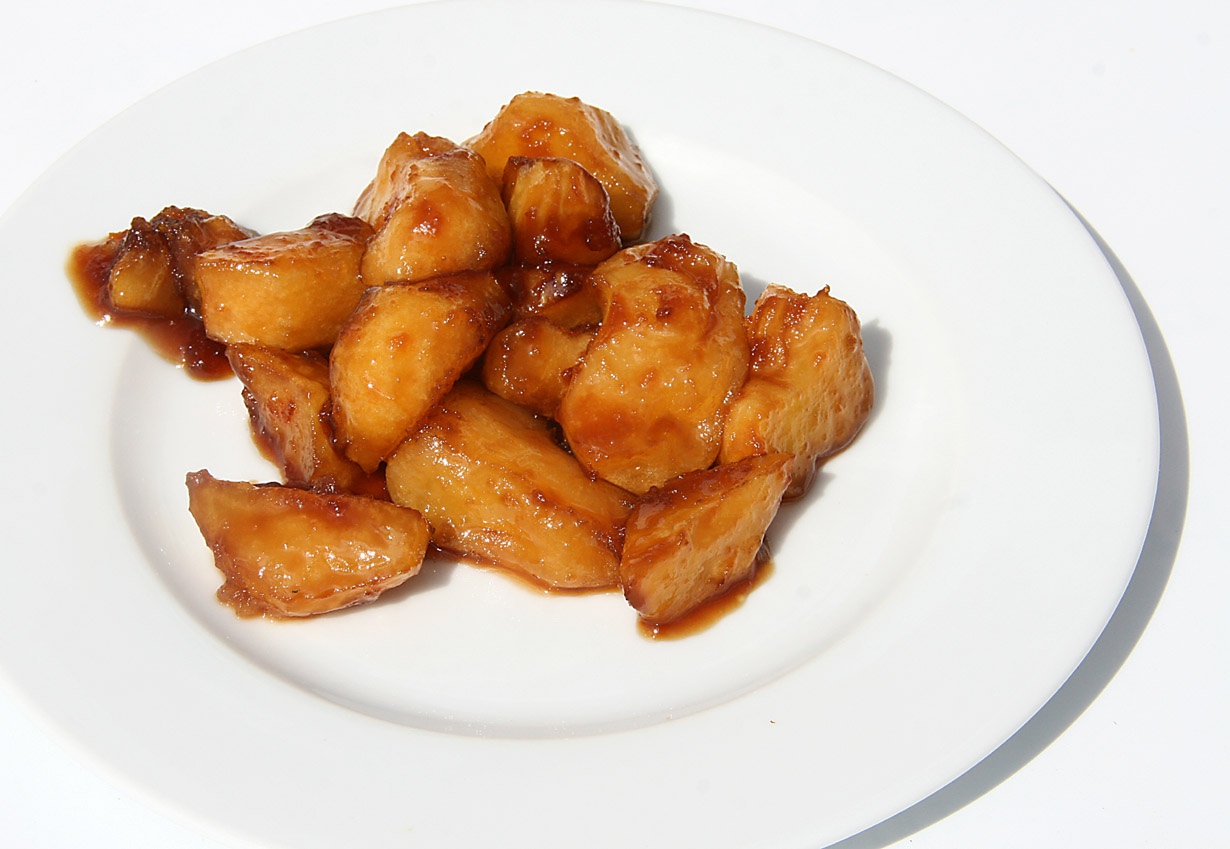
Reinette d'Orléans cuite dans du caramel au beurre salé

## Dénomination
Pomme au caramel apparait en français au début du XIXe siècle, pomme caramélisée est plus récent (1890) et ne gagne en fréquence dans la langue écrite que depuis 1990,.
La traduction en anglais est caramelised apple, en allemand karamellisierter Apfel, en espagnol manzana caramelizada, italien mele caramellate, en russe карамелизированное яблоко (karamelizirovannoye yabloko) elle se sert en Russie avec de la glace (rhum et raisins secs),,. 

## Préparation
La recette des pommes caramélisées est ancienne, Carème (1828) fait un entremets de pommes au riz au caramel, des pommes au beurre glacées au caramel, Cardelli (1830) une compote de pomme au caramel, Edouard Nignon (1935) donne une pomme au caramel qui est une pomme cuite caramélisée,,,. 

### Pomme cuite au caramel

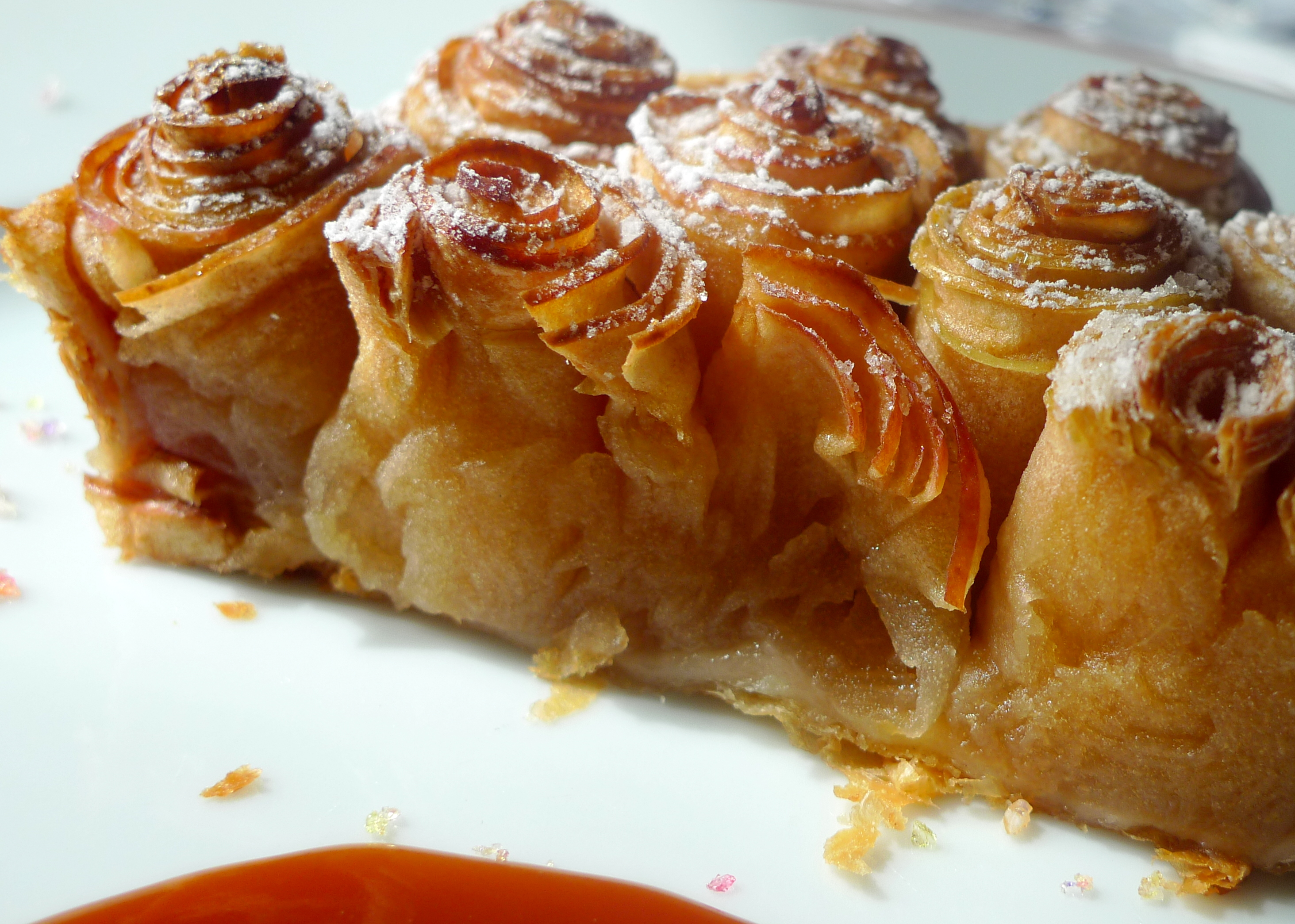
La tarte au pomme bouquet de roses d'Alain Passard est nappée de caramel au beurre salé

Les pommes pelées et coupées sont cuites à la poêle et au beurre 5 min puis sucrées (éventuellement flambées avant d'y mettre le sucre), le sucre cuit en caramel pendant la fin de la cuisson 5 min,. On peut cuire ensemble pommes, sucre et beurre 10 min. Elles sont servies en compotier, on en fait des tartes, des tourtes, des gâteaux, du feuilleté aux pommes avec du caramel fondu, des crêpes soufflée à la pomme caramélisée ,,,. La pomme caramel se cuit avec du beurre, y compris du beurre salé (pomme glacée au caramel),. La tarte aux pommes caramélisées est une spécialité («d'une finesse exquise») de la cuisine bruxelloise. 
La pomme caramélisée accompagne la glace à la vanille et les desserts sucrés, le Larousse Gastronomique donne une compote poire-pomme caramélisée par réduction du sirop de cuisson, mais aussi les magrets ou le foie gras de canard, le sauté des chou blanc, du boudin, de l'épaule d'agneau,,,,,,,.
La proportion est de 250 g de caramel pour 1 kg de pomme. Le temps de cuisson sauté à la poêle de 5 à 6 min (jusqu'à coloration et réduction) et on rencontre une finition au Calvados.

### Pomme déguisée au sucre cuit

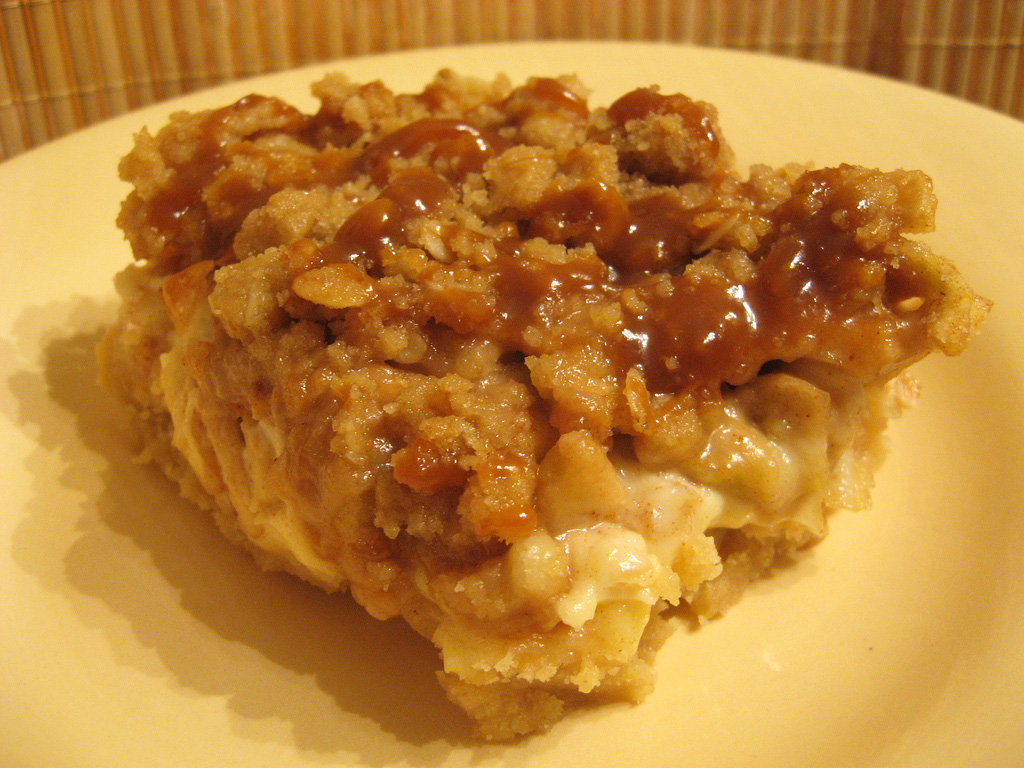
Tarte pomme caramel.

Ces pommes trempées dans du sirop de glucose ne sont pas à proprement parler des pommes au caramel, même si on les nomme ainsi. Ce sont des pommes déguisées nappées d'un sucre au grand cassé (de 145 à 150 °C = < 300 °F) soit un peu moins cuit que la caramel (150 °C = 305 °F),. La pomme d'amour en est une forme faite dans du sucre coloré qui devient croquant en refroidissant. 

### Compote de pomme au caramel
Édouard de Pomiane en donne la recette classique, la compote de pomme (à la vanille ou à la cannelle) est saupoudrée de sucre qui est mis à caraméliser au four. Dans certaines recettes la caramélisation du sucre se fait au fer rouge. Selon La cuisine de Normandie on peut aussi verser le caramel chaud sur la compote. La marmelade de pomme (plus écrasée que la compote) se finit aussi au caramel (blond).
Le guide de l'autocuiseur indique un temps de cuisson de 6 min à feu doux et mélange 3 variétés de pommes (Reinette, Granny Smith, et Canada).

## La pomme caramel de par le monde

### Chine

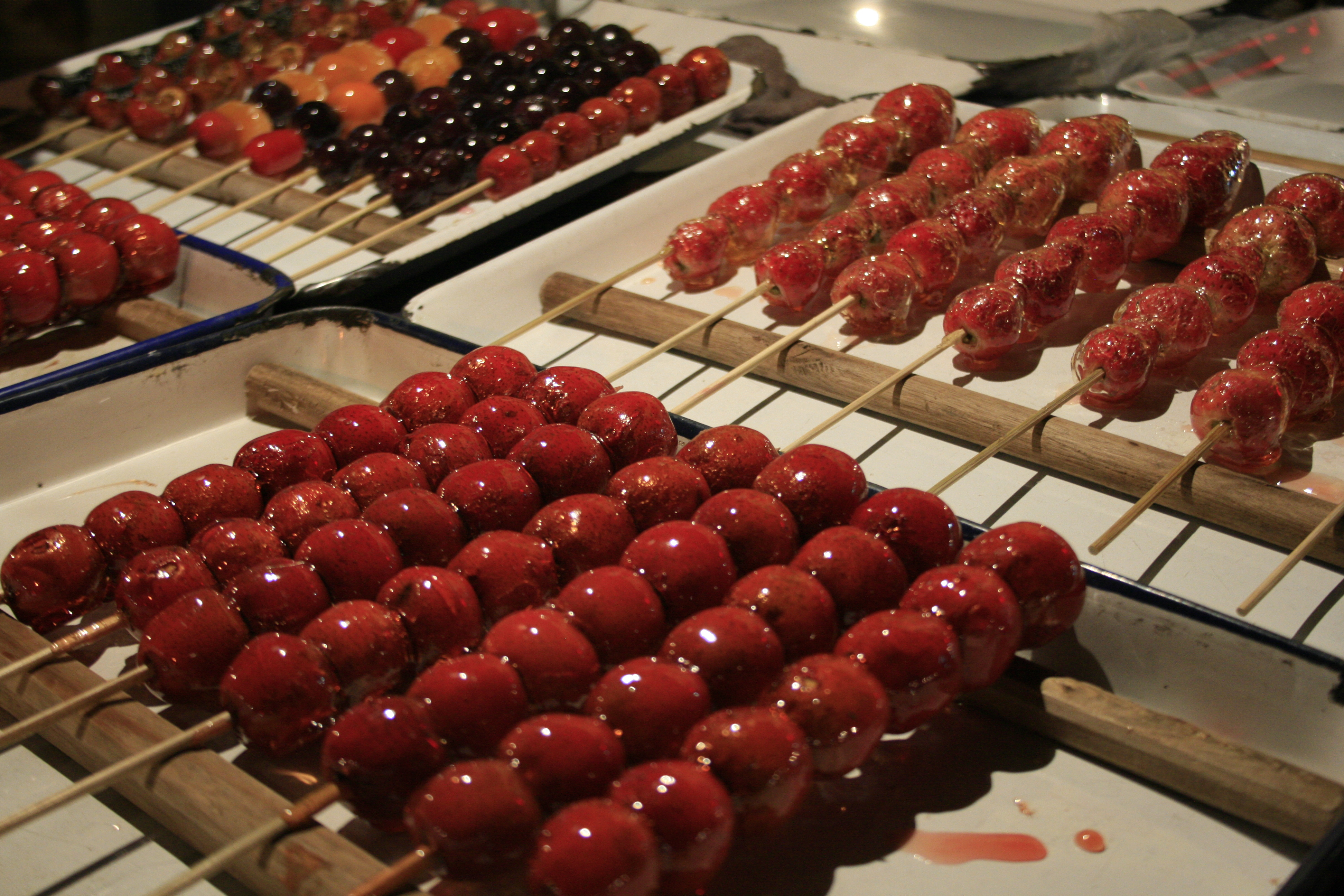
TangHuLu aux pommes

Les tanghulu (chinois simplifié: 糖葫芦 (tánghúlu)) sont des fruits glacés au sucre cuit appréciés en Chine. Traditionnellement ce sont des azeroles épépinées piquées sur un bambou et roulées dans un sirop de glucose chaud. Elles se trouvent plus couramment faites de pommes: 焦糖苹果 (jiāo táng píngguǒ) de 焦糖 (jiāo táng) caramel et 苹果 (píngguǒ) pomme, présentées avec quelques graines de sésame[réf. souhaitée].

### États-Unis

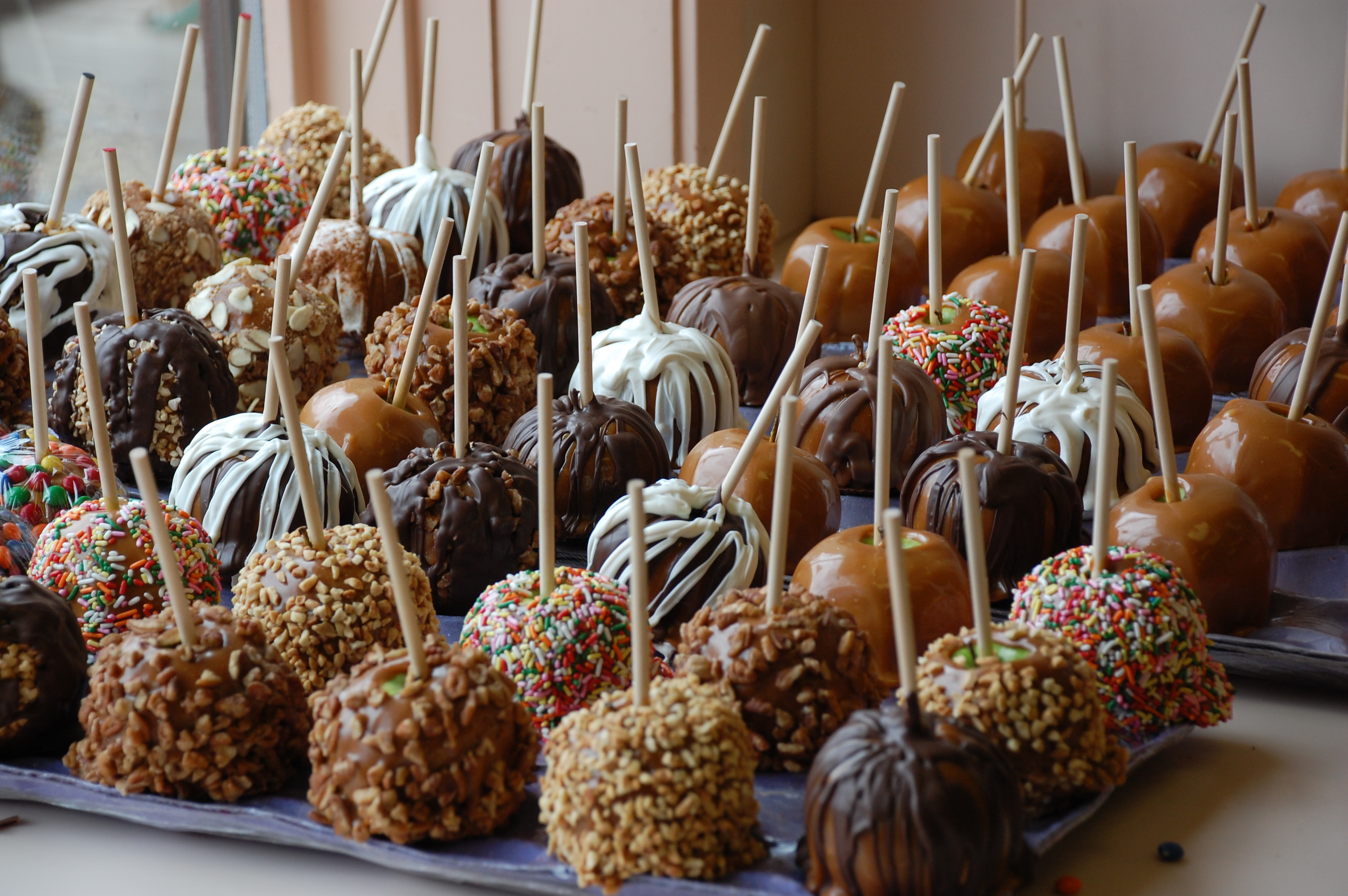
caramel apples américaines

En anglais, caramel apples ou toffee apples sont des pommes crues entières recouvertes d'une couche de caramel mou parfois roulées dans des noix ou des arachides pilées, elles sont alors appelées taffy apples. The Affy Tapple Company commercialise ces pommes aux États-Unis depuis 1948. Cette confiserie est parfois nommée en français pomme d'amour au caramel. Le dictionnaire de l'Office québécois de la langue française décrit la pomme au caramel comme enrobée d'un caramel mou à la crème «à la différence de l'enrobage d'une pomme d'amour qui devient dur et cassant une fois refroidi», autrement dit comme une caramel apple, même si ce terme recouvre aussi localement des pommes sautées au caramel,,. 
En 1960, Vito Raimondi a breveté la première machine automatique de fabrication de caramel apples.

## Arome de pomme caramélisée
Il existe des aromes alimentaires au parfum et au gout de pomme caramélisée. On en aromatise du thé noir, du liquide à vapoter.
En œnologie, l'arome pomme caramélisée est un arome tertiaire, classé par certains dans les aromes confits (fruits confits; pâte de fruit) typique des vins doux,. «Le Fixin 2006 offre des senteurs de fruits exotique, de noix de coco, de litchi et de pomme caramélisée» (Guide Parker des Vins de France).

## Anthologie

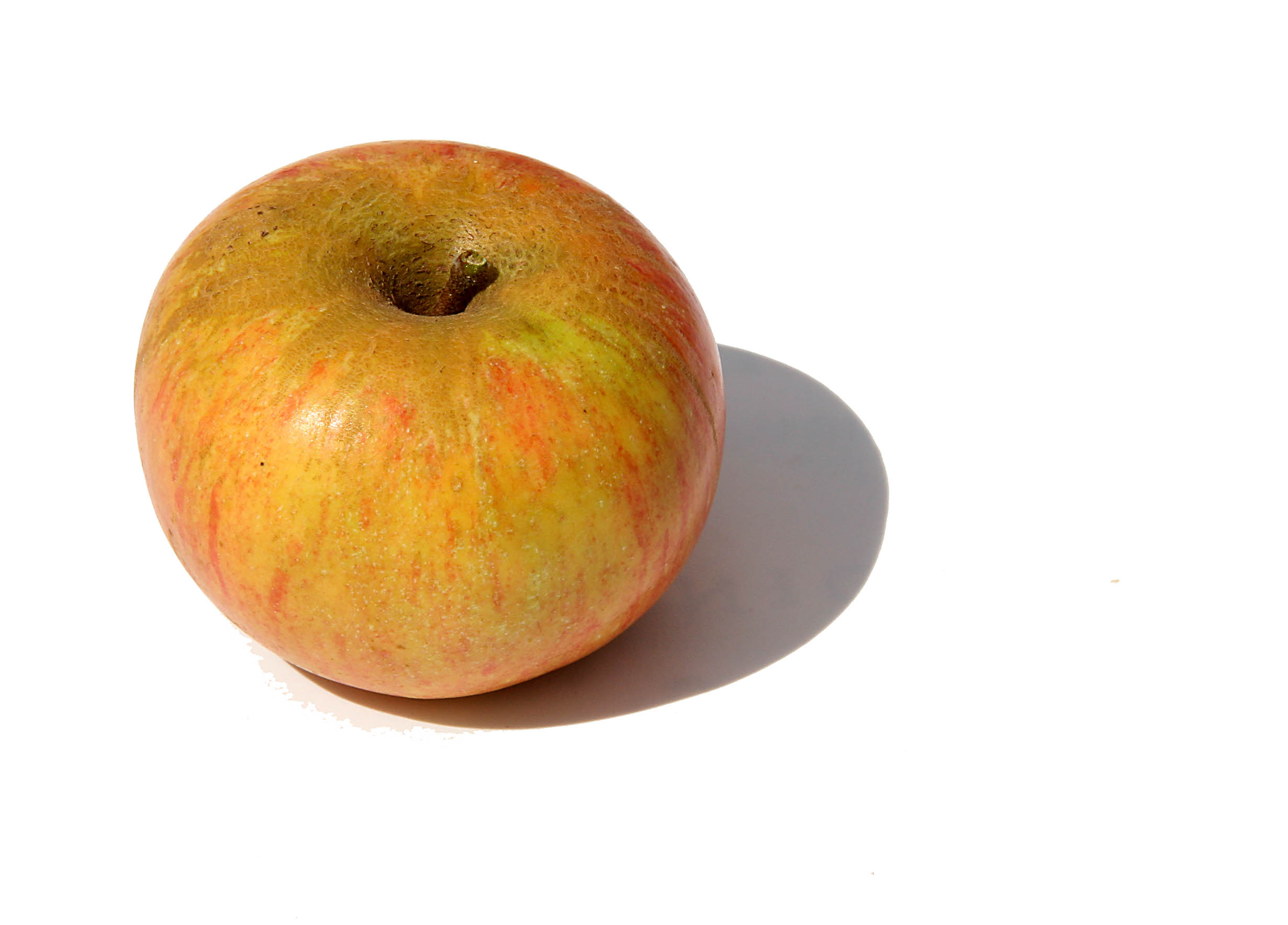
Reinette d'Orléans

- Grimod de la Reynière. Almanach des Gourmands. vol.3. p. 47 Paris 1805[46]

« Aucun Fruit ne fournit autant de sortes de compotes ; on y emploie les pommes de rambour, de calville et autres, mais principalement la pomme reinette, qui a un parfum et une qualité sucrée qui la distingue si éminemment de toutes les autres espèces.
On en fait donc des compotes à la portugaise, à la bourgeoise, à la cloche, farcies, grillées, en gelée, pelées, avec leur peau, etc. une excellente marmelade, etc. Les compotes grillées au caramel sont, comme l'on sait, un moyen précieux pour remettre en quelque sorte à neuf une compote qui a déjà paru plusieurs fois, et qu'on n'oserait présenter encore sous la même forme. »